# Salgueiro Maia

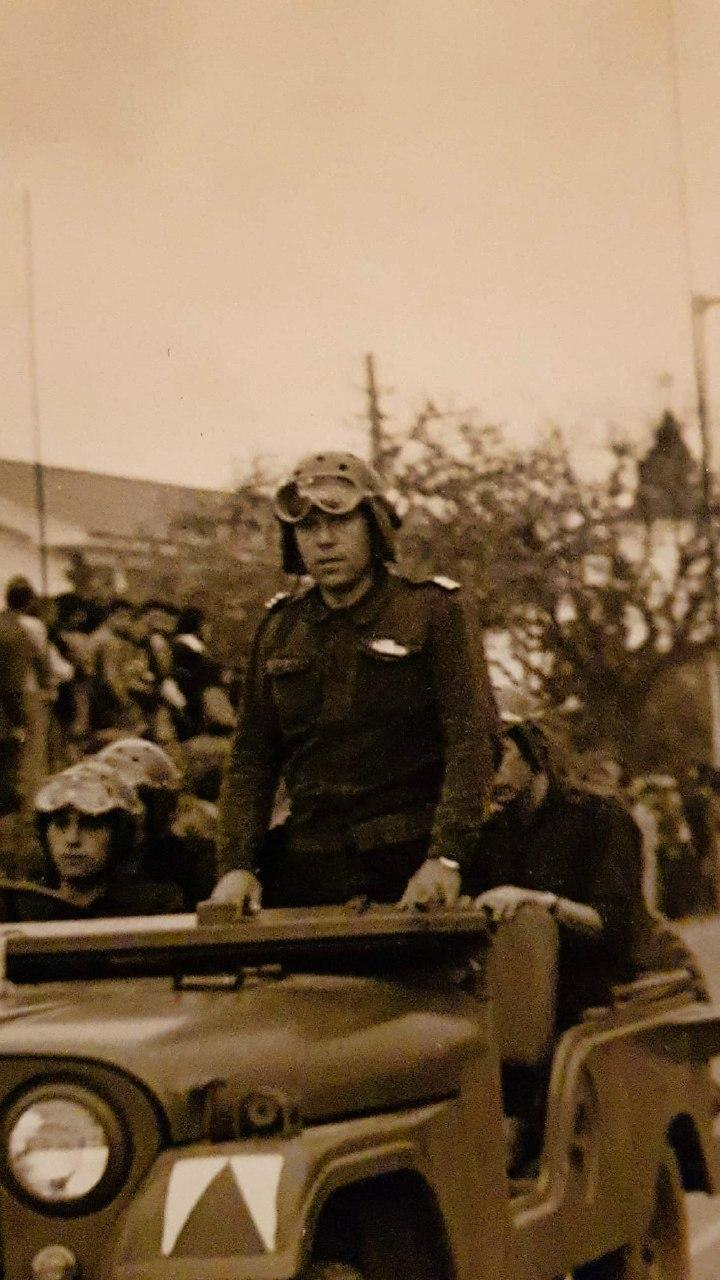
Salgueiro Maia bei einer Parade in Santarém.

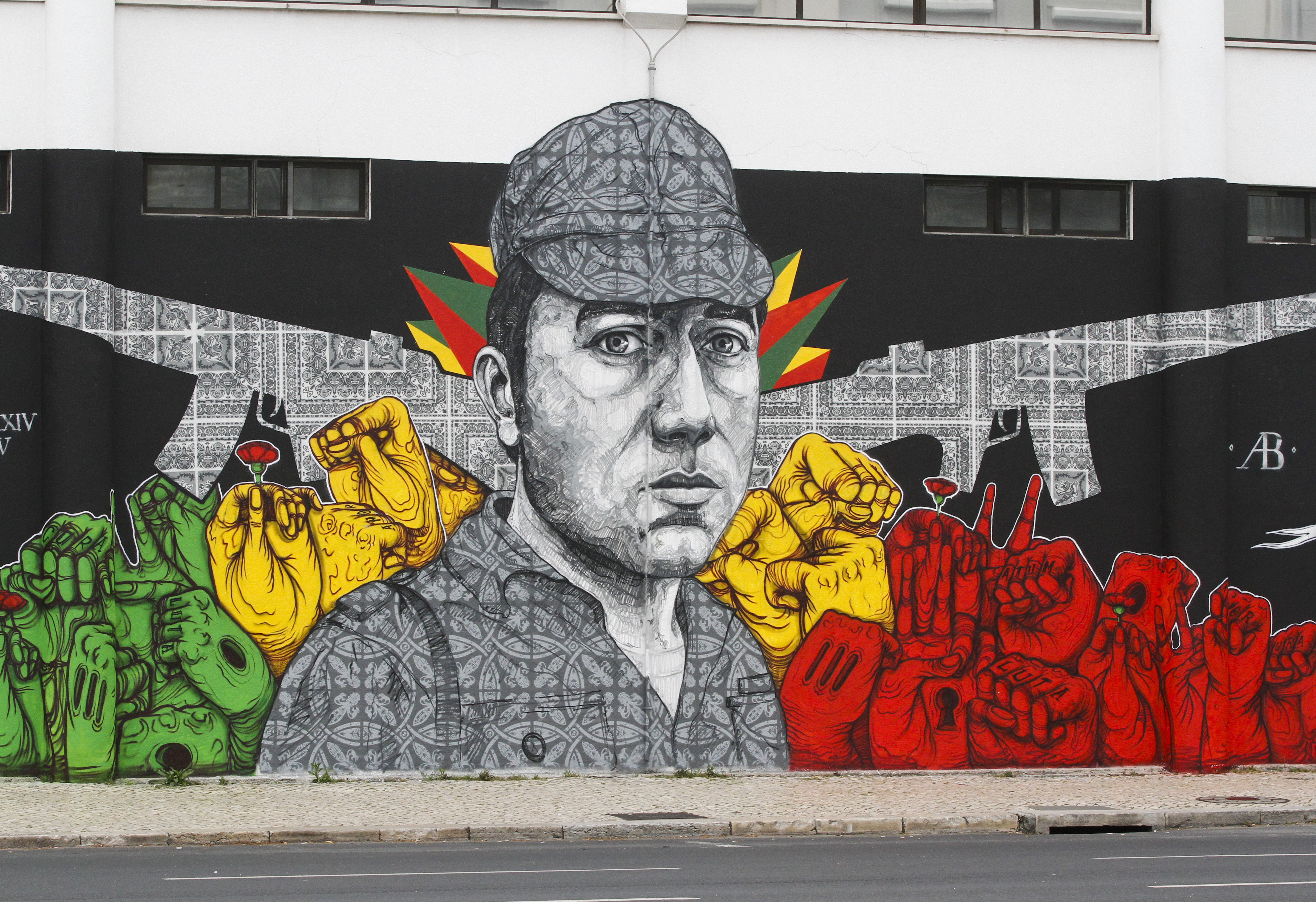
Graffiti des Anführers der Nelkenrevolution, Fernando José Salgueiro Maia, auf einer Häuserwand in Lissabon zum Gedenken an den 40. Jahrestag, 2014

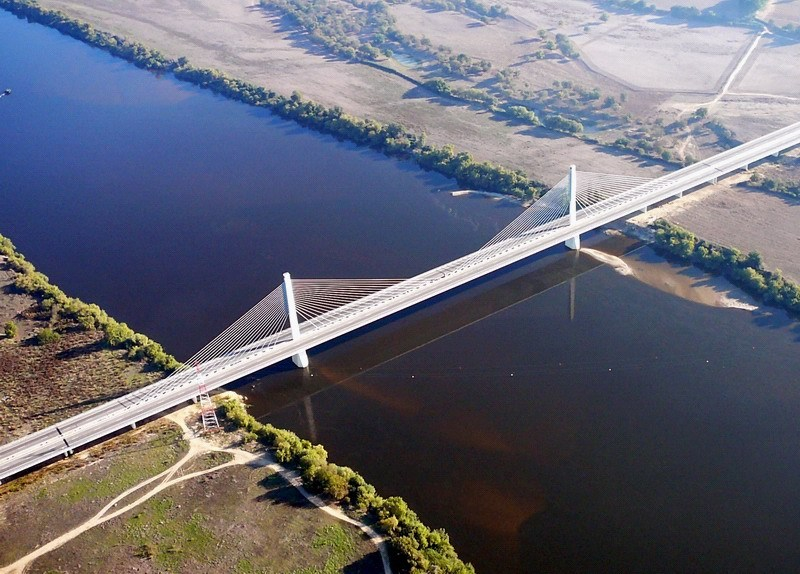
Die Brücke Salgueiro Maia über den Tejo bei Santarém.

Fernando José Salgueiro Maia (* 1. Juli 1944 in Castelo de Vide, Portugal; † 4. April 1992 in Santarém) war Hauptmann der portugiesischen Armee. Er war maßgeblich an der Nelkenrevolution beteiligt, die 1974 zum Sturz einer der längsten faschistischen Diktaturen auf dem europäischen Kontinent führte.

## Nelkenrevolution
Fernando José Salgueiro Maia, ein junger Hauptmann, der Offiziers- und Unteroffiziersanwärter ausbildete, war in die Pläne der Movimento das Forças Armadas (MFA) zum Putsch der Diktatur eingeweiht. Als im Radio das Signal zum Aufstand kam (das von den Aufständischen vereinbarte Lied Grândola, Vila Morena von José Afonso), griffen Maia und seine Kadetten gegen den Willen und teilweise sogar Widerstand mehrerer Berufsoffiziere (darunter der diensthabende Kommandant, den Maia kurzerhand verhaften ließ) zu den Waffen und rückten nach Lissabon aus.
Fernando José Salgueiro Maia zwang die damals herrschende Diktatur mit seinen Truppen zur Aufgabe und es ist zu einem großen Teil seiner Intelligenz und Vernunft zu verdanken, dass es bei der Nelkenrevolution nur vier Tote gab, die aber die Geheimpolizei, die berüchtigte PIDE zu verantworten hatte.

## Nach der Revolution
Salgueiro Maia wurde weder befördert, noch verlangte er für seine damaligen Leistungen jemals Beförderungen oder Machtpositionen. In Castelo de Vide, der Stadt seiner Geburt, sowie in Santarém, wo er begraben wurde, wurden Straßen nach ihm benannt und Denkmale aufgestellt. Auch die Brücke Ponte Salgueiro Maia ist nach ihm benannt. In Lissabon ist dort, wo er mit einem Megaphon, seinen Truppen und Hunderten von Zivilisten stand und die Regierung zur Aufgabe zwang, eine Inschrift in den Boden geschrieben:
„Für Salgueiro Maia, in Erinnerung an den 25. April 1974. Ehrung durch die Stadt Lissabon, 1992“
Salgueiro Maia starb am 4. April 1992 an Krebs. Zu seiner Beisetzung zollten ihm vier Präsidenten der Republik Portugal ihre Anerkennung.
Der aus dem Jahr 2000 stammende Film Nelken für die Freiheit (englischer Titel: April Captains, portugiesischer Titel: Capitães de Abril der Regisseurin Maria de Medeiros) behandelt die Geschehnisse des 24. und 25. April 1974 in Portugal und zeigt unter anderem die Leistungen von Salgueiro Maia.
2022 drehte der portugiesische Fernseh- und Filmregisseur Sérgio Graciano mit Salgueiro Maia - O Implicado ein beachtetes Biopic über Salgueiro Maia.

## Zitate von Salgueiro Maia
- „Ich kam und sah eine Masse von Leuten, alle ihre Stimme erhebend, Blumen in die Läufe der Gewehre steckend. Niemand musste töten oder getötet werden. Niemand musste einen Angriff befehlen oder sogar den König und seine Gefolgschaft verhaften.“
- „Als ich in die Planung dieser Mission involviert wurde, schwor ich bei meiner Ehre, dass ich bis zum Ende durchhalten würde. Dafür würde ich meine Seele geben - mein Leben.“